# Гонсалес Роча, Рубен
Рубе́н Гонса́лес Ро́ча (исп. Rubén González Rocha; 29 января 1982, Сантьяго-де-Компостела) — испанский футболист, защитник.

## Клубная карьера
Молодой защитник начинал карьеру в молодёжных командах клубов «Канксо» и «Компостелы», после которых попал в систему мадридского «Реала». На скамейке запасных главной команды Рубен появился уже в сезоне 2000/01, но дебютировал в Примере за «Реал» лишь 10 мая 2002 года в матче с «Депортиво» (0:3). 9 ноября 2003 года защитник забил автогол в матче с «Севильей» (1:4). Тот сезон он завершал в мёнхенгладбахской «Боруссии» на правах аренды. В сезоне 2004/05 Рубен играл на правах аренды в «Альбасете», а затем, отыграв ещё год в «Кастилье», перешёл в «Расинг». Там он забил свои первые голы: первый — «Мальорке», а второй — «Вильярреалу». После «Расинга» Рубен провёл по два сезона в «Сельте» и «Мальорке». Летом 2011 года игрок перешёл в «Осасуну», где за два года сыграл в двадцати шести матчах лиги. В 2013 году он стал игроком «Баку».

## Карьера в сборной
Рубен играл во всех юношеских и молодёжных командах Испании. Игрок в составе сборной Испании до 16 лет выиграл юношеский чемпионат Европы 1999 года, а также участвовал на юношеском чемпионате мира 1999 года.

## Достижения
- Чемпион Испании (2): 2000/01, 2002/03
- Обладатель Суперкубка Испании (2): 2001/02, 2003/04
- Победитель Лиги Чемпионов (1): 2001/02
- Обладатель Суперкубка Европы (1): 2002/03
- Обладатель межконтинентального кубка (1): 2002/03
- Победитель чемпионата Европы (до 16) (1): 1999